# Adamówka (gmina)
Pour les articles homonymes, voir Adamówka.
La gmina d'Adamówka [adaˈmufka] est une commune rurale (gmina wiejska) du sud-est de la Pologne située dans la Voïvodie des Basses-Carpates et faisant partie du powiat de Przeworsk. D'une superficie de 134,3 km², elle comptait 4 081 habitants en 2017.
Le village d'Adamówka, siège de la gmina, se situe à environ 25 km de Przeworsk le siège du powiat et 55 km de Rzeszów la capitale régionale.